# 23 August, Caraș-Severin
23 August este un sat în comuna Zăvoi din județul Caraș-Severin, Banat, România.